# 泰德 1
泰德 1是第一顆被認證的棕矮星，時為1995年。它是坐落於疏散星團昴宿星團內的天體，距離地球大約400光年（120秒差距）。
這顆黯淡的天體視星等是17.76等，絕對星等為12.38等。它是如此的黯淡，業餘的天文望遠鏡口徑必須夠大才能看見它。
這顆天體的質量（55 ± 15 MJ）比行星巨大，但是比恆星（0.052 MSun）小了許多。棕矮星的半徑是大約與木星相似（或是太陽的十分之一）。它的表面溫度是2600 ± 150 K ，大約是太陽的一半。它的光度是太陽的0.1%，意思是泰德 1在6個月所輻射出來的總光度，只相當於太陽在4小時所輻射的。它的年齡是大約1億2千萬年，相較之下太陽已經46億年了。
這顆棕矮星已經熱到可以在核心燃燒鋰，但還沒有像太陽這麼熱，還不能夠進行氫的融合。

## 外部連結
- Walter Myers. . 1995. （原始内容存档于2007-10-22）.
- http://www.astro-tom.com/technical_data/magnitude_scale.htm （页面存档备份，存于）